# Condado de Hot Spring
El condado de Hot Spring (en inglés: Hot Spring County), fundado en 1829, es un condado del estado estadounidense de Arkansas. En el 2000 tenía una población de 31 909 habitantes con una densidad poblacional de 20.27 personas por km². La sede del condado es Malvern.

## Geografía
Según la Oficina del Censo, el condado tiene un área total de 1611 km² (622 mi²), de la cual 1593 km² (615,1 mi²) es tierra y 18 km² (6,9 mi²) es agua.

### Condados adyacentes
- Condado de Garland (norte)
- Condado de Saline (noreste)
- Condado de Grant (este)
- Condado de Dallas (sureste)
- Condado de Clark (sur y oeste)
- Condado de Montgomery (noroeste)

### Ciudades y pueblos
- Malvern
- Bismarck
- Donaldson
- Friendship
- Magnet Cove
- Perla
- Rockport

## Principales carreteras
- Interestatal 30
- U.S. Highway 67
- U.S. Highway 70
- U.S. Highway 270
- Carretera 7
- Carretera 9
- Carretera 51
- Carretera 84